# Mai 2005 en France

## samedi7 mai2005
- commémoration : 60e anniversaire de la signature de la capitulation allemande, le 7 mai 1945. Hospitalisé pour une opération de la vésicule biliaire, Jean-Pierre Raffarin a annulé son déplacement à Reims où il devait présider la cérémonie commémorant les 60 ans de la signature de la capitulation allemande. C'est Michèle Alliot-Marie, la ministre de la Défense qui l'a remplacé accompagnée par le ministre délégué aux Anciens combattants Hamlaoui Mékachéra et la secrétaire d'État aux personnes âgées Catherine Vautrin.

## lundi16 mai2005
- grève : Le lundi de Pentecôte normalement férié, avait été décrété « journée de solidarité », devenant ainsi une journée de travail. Ce lundi 16 mai 2005 fut le premier lundi de Pentecôte à être concerné par ce décret, et s'accompagna d'une grève massive. En effet, 55 % des Français ne travaillèrent pas ce jour-là, 28 % étaient « en congés ou en RTT », 14 % en grève, 13 % ont précisé que leur entreprise fermerait et 1 % ne s'étant pas prononcés. Dans beaucoup de lycées seul un élève sur quatre est allé en cours.